# Gumersindo Magaña
Gumersindo Magaña Negrete (Uruapan, 1938) is een synarchistisch Mexicaans politicus.
Magaña is afkomstig uit de deelstaat Michoacán, maar verhuisde op jonge leeftijd naar San Luis Potosí. Hij studeerde recht en was een van de leiders van de katholiek-fascistische Nationaal Synarchistische Unie (UNS) en was in 1975 oprichtend lid van de neosynarchistische Mexicaanse Democratische Partij (PDM). Magaña was een van de ideologen van die partij, die zijn Régimen Comunitario als programma voerde, en was van 1979 tot 1988 partijvoorzitter. Van 1979 tot 1982 had hij zitting in de Kamer van Afgevaardigden. In 1988 was hij presidentskandidaat voor de PDM, maar haalde ondanks zijn hoge verwachtingen slechts 1,04% van de stemmen, waarna hij zich terugtrok uit de politiek.